# Mala Bukovica
Mala Bukovica je naseljeno mjesto u općini Travnik, Federacija Bosne i Hercegovine, BiH.

## Stanovništvo

### 1991.
Nacionalni sastav stanovništva 1991. godine, bio je sljedeći:
ukupno: 247
- Hrvati – 247

### 2013.
Nacionalni sastav stanovništva 2013. godine, bio je sljedeći:
ukupno: 126
- Hrvati – 125
- Bošnjaci – 1